# Łazy Małe (województwo podlaskie)
Łazy Małe – wieś w Polsce położona w województwie podlaskim, w powiecie białostockim, w gminie Tykocin. Leży nad Narwią.
W latach 1975–1998 miejscowość administracyjnie należała do województwa białostockiego.
Wierni kościoła rzymskokatolickiego należą do parafii Matki Bożej Miłosierdzia w Krośnie.